# Fysisk Format
Fysisk Format ist ein norwegisches Independent-Label mit Sitz in Oslo. Es wurde 2008 von Kristian Kallevik gegründet, die Geschäftsräume befinden sich im Gebäude von Tiger Records, einem Plattenladen in der Innenstadt von Oslo. Der Schwerpunkt liegt bei norwegischen Bands der Genres Metal, Punk und Alternative Rock.
Labelgründer Kristian Kallevik studierte Literaturwissenschaft in Bergen. Nach Abschluss des Studiums zog er nach Oslo und fing bei Tiger Records als Verkäufer an. Fünf Jahre später im Jahr 2008 gründete er das Label Fysisk Format. Zu dem Namen „fysisk format“ (dt.: physisches Format) wurde Kallevik durch die Diskussion um die Zukunft der physischen Tonträger wie CDs und LPs vor dem Hintergrund der zunehmenden Musik-Downloads inspiriert. Er wollte mit dem Label norwegische Musikgruppen in ihrem Heimatland bekannt machen, die bereits außerhalb von Norwegen einen gewissen Bekanntheitsgrad erlangt hatten, bei der Auswahl der Bands spielt neben der Musik auch eine Rolle, ob er menschlich mit den Musikern harmoniert. Die Auswahl der Veröffentlichungen soll die Szene rund um den Plattenladen repräsentieren, die ersten unter Vertrag genommenen Gruppen vertrieben bereits ihre Demos über Tiger Records. Zum Markenzeichen von Fysisk Format zählen die gefalteten Verpackungen der Tonträger, die von einer CD-Verpackung des US-amerikanischen Herstellers Stumptown Printers inspiriert sind.
Zu den Bands, die bei Fysisk Format unter Vertrag stehen, gehören u. a. Furze, Livstid, Blood Command, Årabrot, Korrupt und Next Life. Mit Solar Anus von Årabrot gewann eine Veröffentlichung des Labels 2010 den Spellemannprisen in der Kategorie Metal, 2011 gehörte Blood Command mit dem Album Ghostclocks zu den Nominierten in dieser Kategorie.